# Jean Pierre Barthélemy Rouanet

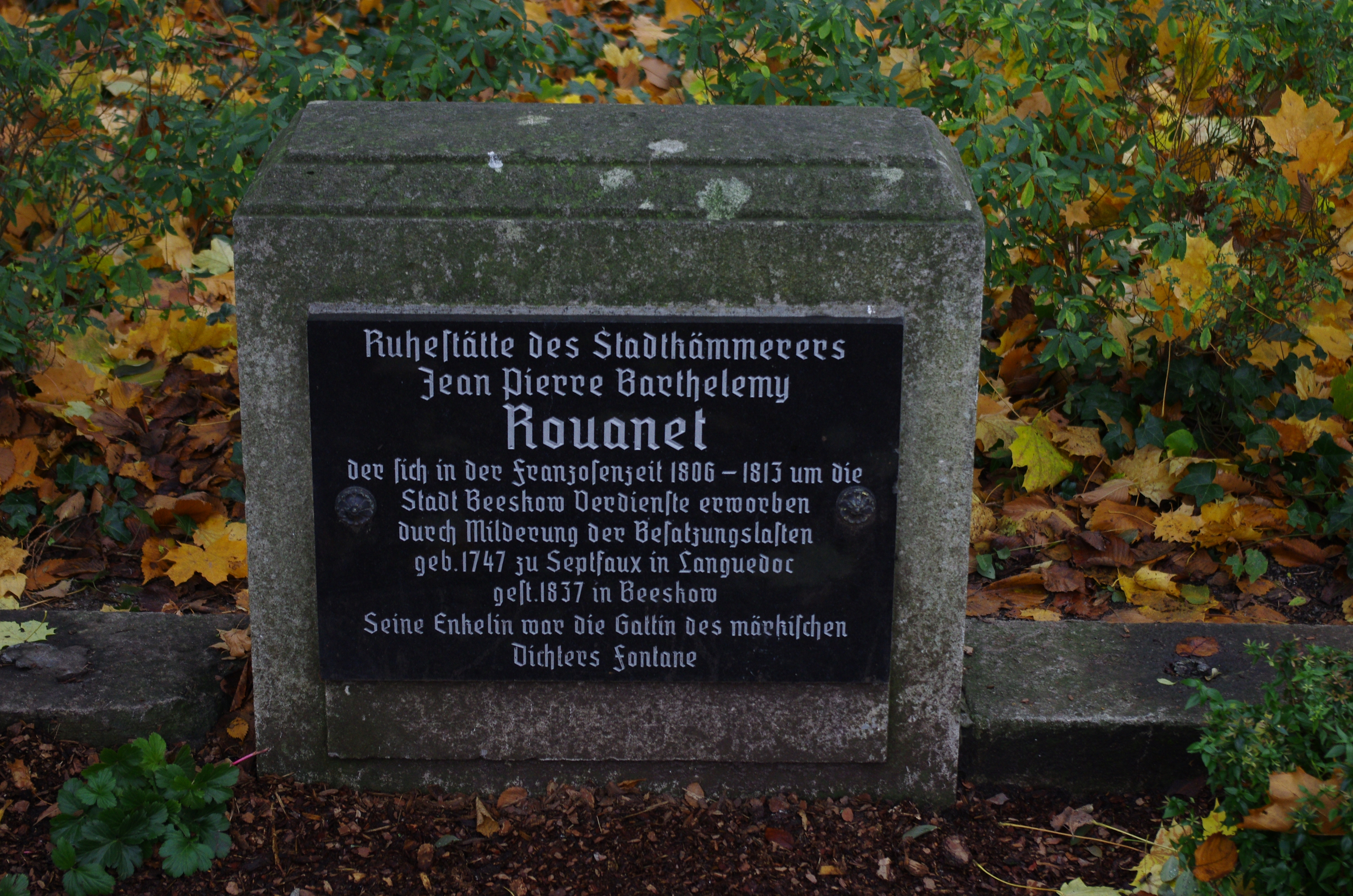
Grab von Jean Pierre Barthélemy Rouanet in Beeskow

Jean Pierre Barthélemy Rouanet (* 5. März 1747 auf dem Gut Sept Faux im Languedoc, Frankreich; † 8. Oktober 1837 in Beeskow, Provinz Brandenburg, Königreich Preußen) war ein französischer Sprachlehrer, Kanzlist und Stadtkämmerer im Königreich Preußen.

## Leben
Der Vater Alexis Rouanet war Tuchhändler in Toulouse.
Jean Pierre Barthélemy Rouanet wurde  als jüngstes von elf Kindern geboren. Er besuchte die Jesuitenschule in Toulouse und die Universität. Diese verließ er heimlich und wurde Soldat. Er verließ die Armee wieder.
Nach mehreren Gefängnisaufenthalten und einer Flucht setzte er sich nach Genf in die Schweiz ab und konvertierte dort zum evangelisch-reformierten Bekenntnis. 
Im benachbarten Neuchâtel, das unter preußischer Kontrolle stand, wurde er von Soldatenwerbern aufgegriffen und nach Breslau gebracht. 1769 wurde er als Soldat der Grenadier-Garde (der langen Kerls) nach Potsdam geholt. Bald darauf wurde er dort Lehrer für Französisch und Latein an der königlichen Pagenschule.
1781 erhielt Jean Pierre Barthélemy Rouanet nach Fürsprache seines Gönners und Förderers Rhodich die Stelle als Kanzlist und Senator in Beeskow, später als Stadtkämmerer. Obwohl die Bevölkerung sich gegen diese Besetzung durch einen Franzosen und ehemaligen Katholiken wehrte, blieb er lange in diesem Amt. Sein Ansehen stieg in der Zeit der napoleonischen Kriege und des Befreiungskrieges, als er die Belastungen der Stadt während der Besatzung durch Verhandlungen mit den französischen Kommandanten mildern konnte. 1813 verhinderte er ein Gefecht zwischen französischen und preußischen Truppen bei Beeskow.
Jean Pierre Barthélemy Rouanet wurde 1828 im Alter von 69 Jahren in den Ruhestand versetzt. Er erhielt eine jährliche Pension von 1000 Talern und lebte davon bis zu seinem Tod im Alter von 90 Jahren. Sein Grabstein auf dem Friedhof in Beeskow in der Breitscheidstraße ist erhalten.
Jean Pierre Barthélemy Rouanet war dreimal verheiratet und hatte mehrere Kinder. Die Tochter Thérèse wurde Mutter von Emilie Rouanet, der späteren Ehefrau des Dichters Theodor Fontane. Ein anderer Enkel war der General Ludwig von Falkenhausen. 
In Beeskow wurde das Rouanet-Gymnasium nach ihm benannt.